# Crytek
Crytek — немецкая частная компания, специализирующаяся на разработке компьютерных игр и программного обеспечения. Компания была создана тремя турецкими братьями, Джеватом, Авни и Фаруком Йерли в 1999 году. Основной штаб Crytek с 2006 года находится в городе Франкфурт, Германия. Также дополнительная студия в Стамбуле (Турция).
Компания известна прежде всего благодаря разработке серии игр Crysis и игрового движка CryEngine.

## Общее описание компании
На 2009 год центральный офис (штаб-квартира) Crytek расположена в немецком городе Франкфурт-на-Майне. В этом офисе разместились руководство компании, отдел развития и разработки (англ. R&D), а также собственная студия по захвату движения (motion capture). В 2009 году количество сотрудников во франкфуртской штаб-квартире составляло 255 человек.
Кроме центрального офиса во Франкфурте, Crytek имела 5 филиалов, рассредоточенных по разным странам. Согласно внутренней политике Crytek, все эти филиалы занимались разработкой собственных игровых проектов, которые основывались на технологиях, разработанных в центральном офисе. Исключение составлял единственный офис в Сеуле численностью в 9 человек, который был создан исключительно с целью продажи и поддержки технологий Crytek в азиатском регионе (Корея, Китай, Япония).
В 2009 году общее суммарное количество сотрудников Crytek во всех офисах и филиалах составляло 474 человека, собранных со всего мира: Европа (422), Канада (6), Германия (15), Бразилия (1), Чили (1), Турция (16), Израиль (3), Россия (8), Индия (2), Китай (1), Япония (1), Южная Корея (13), Австралия (7), Новая Зеландия (1).
К 2017 году в составе Crytek функционировали лишь штаб-квартира компании во Франкфурте и офис в Киеве. Из-за финансовых проблем в 2016 году пришлось закрыть сразу пять студий: в Будапеште, Стамбуле, Сеуле, Софии и Шанхае.

### Дочерние студии и офисы

#### Crytek Kiev
Crytek Kiev была основана 1 октября 2005 года, официально представлена Crytek 23 января 2006 года как небольшая студия для поддержки и аутсорсинга. Киевский офис стал первым внешним офисом Crytek.
С момента открытия студия занималась поддержкой разработки Crysis. С 2007 года студия была существенно расширена, насчитывая в 2012 году 80 сотрудников. В 2013 году Crytek Kiyv выпустила многопользовательский шутер Warface.

#### Crytek Budapest
21 мая 2007 года, спустя неделю после расширения киевской студии, Crytek анонсировала новую студию в Будапеште, столице Венгрии. Как и киевская студия, будапештская студия была сосредоточена на разработке игр с использованием CryEngine 2. После анонса аддона Crysis Warhead 5 июня 2008 года стало известно, что его разрабатывала «Crytek Budapest».
На июль 2009 года количество сотрудников Crytek Budapest составляло 70 человек.

#### Crytek Black Sea
14 июля 2008 года Crytek GmbH приобрела разработчика компьютерных игр Black Sea Studios Ltd, расположенную в Софии (Болгария), после чего студия была переименована Crytek Black Sea. По состоянию на 2009 год, количество сотрудников Crytek Black Sea составляло 31 человек.

#### Crytek Seoul
18 ноября 2008 года был открыт офис в Сеуле (Южная Корея) для продвижения поддержки CryEngine в азиатском регионе.
По состоянию на 2009 год, количество сотрудников Crytek Korea составляло 9 человек.

#### Crytek UK
В 2009 году Crytek приобрела британскую студию Free Radical Design, испытывавшую в тот момент финансовые трудности после нескольких неудачных проектов. После приобретения студия была переименована в Crytek UK.

## История

### Основание и разработка CryEngine
Частная компания Crytek была основана тремя братьями Йерли, уроженцами Турции, в начале 1999 года в городе Кобурге (Германия).
2 мая 2002 года Crytek объявила готовности игрового движка CryEngine для лицензирования сторонними компаниями. На E3 2003 компания продемонстрировала первую игру на движке Far Cry, которая вышла год спустя — 26 марта 2004 года.
23 июля 2004 года Crytek подписала соглашение с компанией Electronic Arts на разработку и издательство игры, ставшей впоследствии Crysis, для которой компания обновила движок до версии CryEngine 2.
30 марта 2006 года компания Ubisoft приобрела все права на CryEngine и выкупила права на интеллектуальную собственность серию Far Cry. Помимо Ubisoft CryEngine также лицензировала NCSoft для разработки MMORPG Aion: Tower of Eternity.
21 апреля 2006 года Crytek переехала в новые офисы во Франкфурт-на-Майне. 23 января 2007 года CryEngine 2 стал доступен для лицензирования сторонними компаниями.
Crysis вышла 13 ноября 2007 года в Северной Америке, для которой позднее вышло дополнение Crysis Warhead.
11 марта 2009 года была объявлена разработка следующей версии движка CryEngine 3.
1 июня 2009 года была официально анонсирована Crysis 2.
11 апреля 2012 года после серии утечек состоялся анонс Crysis 3.

### Закрытие студий Crytek
С 2014 года компания стала испытывать проблемы с финансированием студий. В июне 2014 Crytek не смогла выплатить зарплату и премии работникам Crytek UK и Crytek USA. В июле 2014 года Crytek продала права на ранее приобретенную франшизу Homefront Koch Media вместе со студией Crytek UK, занимавшейся разработкой игры Homefront: The Revolution. Студия была закрыта, а её сотрудники перешли в новообразованную Deep Silver Dambuster Studios, которая продолжила разработку игры. Crytek USA была преобразована в группу поддержки движка, а находившаяся в разработке Hunt: Horrors of the Gilded Age была передана внутренней команде Crytek.
В 2016 году компания Crytek официально объявила о закрытии всех студий, кроме штаб-квартиры в Германии и киевского подразделения, ответственного за разработку Warface. 7 марта 2017 года Crytek Black Sea была продана Sega и The Creative Assembly.
В 2019 году вышла Hunt: Showdown, использующая пятую версию движка CryEngine, одновременно с этим компания пробовала свои силы в проектах с виртуальной реальностью: для устройств PlayStation VR, Oculus Rift и SteamVR вышли The Climb, The Climb 2 и Robinson: The Journey.
В 2021 году в прессе сообщалось о попытке китайского ИТ-гиганта Tencent приобрести Crytek за 300 млн евро через европейскую дочернюю компанию.
В 2022 году Crytek анонсировала выход четвёртой части в серии Crysis. Однако в феврале 2025 года студия объявила о приостановке разработки игры из-за финансовых трудностей компании, что привело к массовым увольнениям.

## Продукция

### Игры

#### Разработанные игры
| Год  | Название               | Издатель                  | Платформа                                                                  | Студия                   |
| ---- | ---------------------- | ------------------------- | -------------------------------------------------------------------------- | ------------------------ |
| 2004 | Far Cry                | Ubisoft                   | Microsoft Windows                                                          | Crytek                   |
| 2007 | Crysis                 | Electronic Arts           | Microsoft Windows, PlayStation 3, Xbox 360                                 | Crytek                   |
| 2008 | Crysis Warhead         | Electronic Arts           | Microsoft Windows                                                          | Crytek Budapest          |
| 2008 | Crysis Wars            | Electronic Arts           | Microsoft Windows                                                          | Crytek                   |
| 2011 | Crysis 2               | Electronic Arts           | Microsoft Windows, PlayStation 3, Xbox 360                                 | Crytek, Crytek UK        |
| 2012 | Fibble: Flick 'n' Roll | Crytek                    | Android, iOS                                                               | Crytek Budapest          |
| 2013 | Crysis 3               | Electronic Arts           | Microsoft Windows, PlayStation 3, Xbox 360                                 | Crytek, Crytek UK        |
| 2013 | Warface                | Microsoft Studios, Crytek | Microsoft Windows, PlayStation 4, Xbox 360, Xbox One, Nintendo Switch      | Crytek Kiev              |
| 2013 | Ryse: Son of Rome      | Microsoft Studios, Crytek | Microsoft Windows, Xbox One                                                | Crytek                   |
| 2014 | The Collectables       | DeNA                      | iOS                                                                        | Crytek Budapest          |
| 2016 | The Climb              | Crytek                    | Microsoft Windows, Oculus Quest (2019)                                     | Crytek                   |
| 2016 | Robinson: The Journey  | Crytek                    | Microsoft Windows, PlayStation 4                                           | Crytek                   |
| 2019 | Hunt: Showdown         | Crytek                    | Microsoft Windows, PlayStation 4, Xbox One, PlayStation 5, Xbox Series X/S | Crytek                   |
| 2020 | The Climb 2            | Crytek                    | Oculus Quest                                                               | Crytek                   |
| 2020 | Crysis Remastered      | Crytek                    | Microsoft Windows, Nintendo Switch, PlayStation 4, Xbox One                | Crytek Saber Interactive |
| 2021 | Crysis 2 Remastered    | Crytek                    | Microsoft Windows, Nintendo Switch, PlayStation 4, Xbox One                | Crytek Saber Interactive |
| 2021 | Crysis 3 Remastered    | Crytek                    | Microsoft Windows, Nintendo Switch, PlayStation 4, Xbox One                | Crytek Saber Interactive |

## Дочерние компании
- Crytek Kiev (Киев, Украина) — основана в 2006 году.
- Crytek Istanbul (Стамбул, Турция) — основана в 2012 году.
- Crytek Black Sea (София, Болгария) — приобретена и переименована из Black Sea Studios в 2008 году; продана Sega в 2017 году.
- Crytek Budapest (Будапеште, Венгрия) — основана в 2007 году, закрыта в 2016 году.
- Crytek Seoul (Сеул, Республика Корея) — основана в 2008 году, закрыта в 2016 году.
- Crytek Shanghai (Шанхай, Китай) — основана в 2012 году, закрыта в 2016 году.
- Crytek UK в (Ноттингем, Англия) — приобретена и переименована из Free Radical Design; продан Deep Silver в 2014 году.
- Crytek USA (Остин, США) — основана в 2013 году, закрыта в 2014 году.